# برهان رياضي
في الرياضيات، البرهان أو الإثبات هي حجة استدلالية لتحديد صحة عبارة رياضية تستند على مُسلَّمات (بالإنجليزية: Axiom) ومبرهنات (بالإنجليزية: Theorem). يقال لعبارة رياضية أو علاقة رياضية بأنها صحيحة منطقيا إذا تم التوصل إليها في ظل هذه المجموعة من البدهيات باستخدام الاستنتاج وطرق الاستنباط المنطقية. البرهان الرياضي إذا عبارة عن حجة argument أو تعليل منطقي، ليس تجريبيا. ضمن هذا التعريف فإن مقولة أو عبارة رياضية يجب أن تبرهن على صحتها في جميع الظروف والحالات قبل أن يتم اعتبارها مبرهنة theorem رياضية. أما المقولة غير المبرهنة التي تلقى نوعا من الدعم التجريبي فتعرف بالحدسية conjecture. افتراضيا في جميع فروع الرياضيات، تكون البدهيات المفترضة هي بدهيات ZFC أي Zermelo–Fraenkel set theory (و هي نظرية مجموعات زيرميلو-فرينكل مع بدهيات الاختيار) ما لم يشار إلى بدهيات مختلفة. نظرية مجموعة زيرميلو-فرينكل تقوم بمشاكلة formalize (أي تجعله شكليا formal) الحدس الرياضي حول نظرية المجموعات، وفي نفس الوقت تقوم نظرية المجموعات بوصف الجبر والتحليل الرياضي.
عندما يراد إثبات قضية رياضية يستحسن، في حال الإمكان، وضعها في صيغة اقتضاء ق ¬ ك، إن ذلك يتيح صياغة عكس هذه القضية بسهولة. يسمى العنصر الأيمن (المقدم) «ق» في الاقتضاء فرضاً، ويسمى العنصر الأيسر (التالي) «ك» طلباً. وعلى سبيل المثال تكتب المبرهنة: في كل متوازي أضلاع: ينصف كل من القطرين القطر الآخر، في صيغة اقتضاء كما يأتي: إذا كان الرباعي متوازي أضلاع، فإن قطريه ينصِّف كل منهما الآخر. فالفرض هو أن الرباعي متوازي الأضلاع، والطلب هو أن ينصف كل من قطريه القطر الآخر.
للبرهان الرياضي عدة طرق : البرهان المباشر، العكسي، البرهان بالتناقض، البرهان بالاختيار، البرهان بالاستقراء... إلخ.
مثلا البرهان المباشر
وتعتمد هذه الطريقة على الاقتناع بأن علاقة الاقتضاء متعدية
ونعني بذلك أنه إذا كان :
- أ تقتضي ب، ب تقتضي جـ فإن أ تقتضي جـ

مثال:
- أثبت أنه إذا كان س = 3 فإن 2(4 س + 5) – 1 = 33

البرهان
س = 3
تقتضي 4 س = 12
تقتضي 4س + 5 = 17
تقتضي 2 (4س + 5) = 34
تقتضي 2 (4س + 5) – 1 = 33

## معرض صور

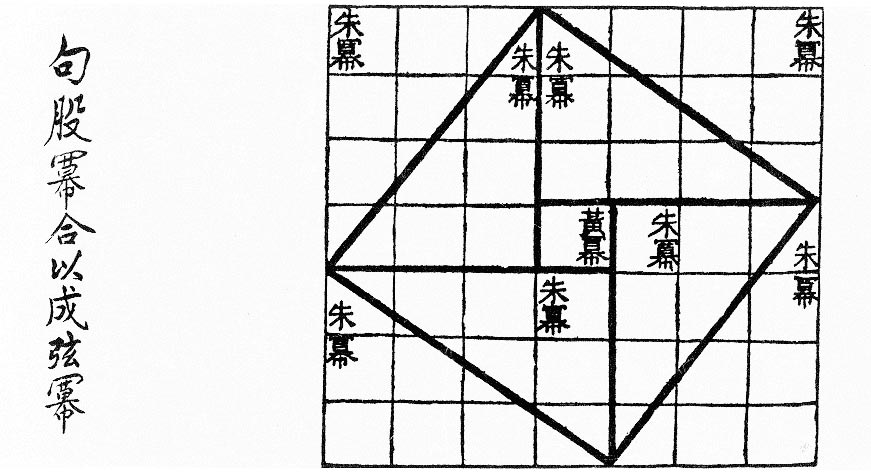